# Religion aux Philippines
La principale religion aux Philippines est le catholicisme, qui représente selon la plupart des estimations un peu plus de 80 % de la population. Pour les autres religions, environ 10 % des Philippins sont chrétiens non catholiques (protestants, évangéliques...), environ 5 % sont des musulmans vivant essentiellement à Mindanao et Sulu, et moins de 1 % sont bouddhistes.
La Constitution des Philippines garantit la séparation des Églises et de l'État ainsi que la liberté de culte.

## Données statistiques
Si la proportion exacte de croyants par religion varie selon les études ou les sources, les ordres de grandeurs restent toutefois constants, avec une très large majorité de catholiques, et deux minorités principales (chrétiens non catholiques et musulmans),. Les Philippines sont un des pays les plus croyants au monde, avec une proportion de non-croyants estimée de moins de 1 % à 10 % de la population,,.
Ci-dessous les données officielles du Philippine Statistics Authority, basées sur le recensement de la population de 2010 :
| Religion                                                       | Pourcentage et nombre de pratiquants (2010) | Pourcentage et nombre de pratiquants (2010) |
| -------------------------------------------------------------- | ------------------------------------------- | ------------------------------------------- |
| Église catholique                                              | 80,58 %                                     | 74 211 896                                  |
| Islam                                                          | 5,57 %                                      | 5 127 084                                   |
| Évangélisme (Philippine Council of Evangelical Churches)       | 2,68 %                                      | 2 469 957                                   |
| Iglesia ni Cristo                                              | 2,45 %                                      | 2 251 941                                   |
| National Council of Churches in the Philippines (NCCP)         | 1,16 %                                      | 1 071 686                                   |
| Église indépendante des Philippines (Aglipayan)                | 1 %                                         | 916 639                                     |
| Église adventiste du septième jour                             | 0,74 %                                      | 681 216                                     |
| Bible Baptist Church                                           | 0,52 %                                      | 480 409                                     |
| United Church of Christ in the Philippines                     | 0,49 %                                      | 449 028                                     |
| Témoins de Jéhovah                                             | 0,45 %                                      | 410 957                                     |
| Autres protestants                                             | 0,31 %                                      | 287 734                                     |
| Church of Christ                                               | 0,28 %                                      | 258 176                                     |
| Jesus is Lord Church                                           | 0,23 %                                      | 207 246                                     |
| Religions autochtones                                          | 0,19 %                                      | 177 147                                     |
| Église pentecôtiste unie internationale                        | 0,18 %                                      | 169 956                                     |
| Autres baptistes                                               | 0,17 %                                      | 154 686                                     |
| Philippine Independent Catholic Church                         | 0,15 %                                      | 138 364                                     |
| Unión Espiritista Cristiana de Filipinas Inc.                  | 0,15 %                                      | 137 885                                     |
| Église de Jésus-Christ des saints des derniers jours           | 0,15 %                                      | 133 814                                     |
| Association of Fundamental Baptist Churches in the Philippines | 0,12 %                                      | 106 509                                     |
| Evangelical Christian Outreach Foundation                      | 0,10 %                                      | 96 102                                      |
| Aucune                                                         | 0,08 %                                      | 73 248                                      |
| Convention des églises baptistes des Philippines               | 0,07 %                                      | 65 008                                      |
| Crusaders of the Divine Church of Christ Inc.                  | 0,06 %                                      | 53 146                                      |
| Bouddhisme                                                     | 0,05 %                                      | 46 558                                      |
| Luthéranisme                                                   | 0,05 %                                      | 46 558                                      |
| Iglesia sa Dios Espiritu Santo Inc.                            | 0,05 %                                      | 45 000                                      |
| Philippine Benevolent Missionaries Association                 | 0,05 %                                      | 42 796                                      |
| Faith Tabernacle Church                                        | 0,04 %                                      | 36 230                                      |
| Autres                                                         | 0,33 %                                      | 299 399                                     |
| TOTAL                                                          | TOTAL                                       | 92 097 978                                  |
| Source: Philippine Statistics Authority                        |                                             |                                             |

## Histoire

Expansion de l'hindouisme en Asie du Sud-Est

Les premières religions varient au sein de l’archipel et sont volontiers polythéistes et animistes. Des influences du bouddhisme, de l’hindouisme et d’autres religions asiatiques semblent avoir existé dans l’ère précoloniale, mais peu de documents ou de vestiges permettent d’en étudier les détails. 
L’islam apparaît sur l’archipel à la fin du XIVe siècle notamment via le sultanat de Brunei, et s’implante dans de nombreuses parties de l’archipel ; cette religion est toujours majoritaire de nos jours dans l’archipel de Sulu ainsi que plusieurs régions de Mindanao. 
L’histoire des religions aux Philippines prend un tournant décisif avec la colonisation espagnole au XVIe siècle, car la conversion des peuples au catholicisme est un aspect crucial de la politique coloniale du royaume d’Espagne. En près de trois siècles de présence espagnole, le catholicisme se répand sur la quasi-totalité de l’archipel à l’exception des parties musulmanes au sud. Le clergé joue un rôle prépondérant dans les affaires de l’archipel, administrant de fait les provinces et y maintenant l’ordre colonial jusqu'à la Révolution philippine. Avec le passage des Philippines aux mains des États-Unis, le protestantisme et d’autres églises chrétiennes non catholiques apparaissent, sans toutefois supplanter l’Église catholique.
- Religion dans les Philippines pré-hispaniques (es)
- Religions populaires autochtones des Philippines
- Religion précoloniales aux Philippines (en)
- Mythologie philippine (en)
- Liste de figures mythologiques aux Philippines (en)
- Les âmes dans les cultures philippines (en)
- Chamanisme aux Philippines
- Anito, culte philippin des ancêtres et de la nature

## Religions et croyances

### Religions autochtones
- Chamanisme aux Philippines

- Croyances traditionnelles autochtones des Philippines
- Liste de créatures mythologiques des Philippines (en)
- Croyances indigènes du peuple Tagbanwa (en)
- Anito (esprits de la nature ou des ancêtres), Chamans philippins (en)
- Croyances indigènes du peuple Tagalog (en),
- Sanctuaires indigènes philippins (en)

### Hindouisme
Les Philippines ont fait partie de l'Indosphère et l'indianisation (en) a marqué les cultures philippines jusqu'à la colonisation espagnole.
Les Indo-Philippins (en) sont estimés à 3 300 000 dans le Sud-Est asiatique. Il y aurait 50 000 Pendjabis aux Philippines en 2020.
- Hindouisme aux Philippines (en) (50 000 adeptes (estimation, hors immigration illégale)
- Liste des temples hindous aux Philippines (en)
- Nanak Darbar Indian Sikh Temple (en) (Iloílo, île de Panay)

### Bouddhisme
Le bouddhisme est surtout pratiqué par les Chinois des Philippines (1,8 % de la population).
- Bouddhisme aux Philippines (en) (46 558 adeptes déclarés en 2010)
- Seng Guan Temple (en) (Tondo (Manille))
- Lon Wa Buddhist Temple (en) (Mindanao)
- Ocean Sky Chan Monastery (en) (Manille)

### Christianisme
- Christianisme aux Philippines (en)
- Festivités de Noël aux Philippines (en)
- Semaine sainte aux Philippines (en)

#### Catholicisme
- Église catholique aux Philippines
- Liste des diocèses catholiques aux Philippines (en)
- Liste des saints catholiques aux Philippines (en)
- Église indépendante des Philippines

#### Protestantisme et évangélisme
- Protestantisme aux Philippines (en) (environ 11 % de la population, en 2021)
- Iglesia ni Cristo
- Jesus Miracle Crusade (en) (Jesus Miracle Crusade International Ministry (JMCIM)), revendiquant 1 500 000 membres, dont au moins 300 000 aux Philippines
- Membres de l'Église de Dieu International
- Église catholique apostolique aux Philippines (en)

La Convention des églises baptistes des Philippines, une dénomination chrétienne évangélique baptiste, est fondée en 1935.
Le Conseil général des Assemblées de Dieu des Philippines, une dénomination chrétienne évangélique pentecôtiste, a été fondé en 1940 .  En 1958, il comptait 12,022 membres .  En 2019, il comptait 4,000 églises .
La Christ's Commission Fellowship, une union non-dénominationnelle, est fondée en 1984 .

#### Orthodoxie
- Orthodoxie aux Philippines (en) 200 000 membres (estimation récente)

### Islam
Environ 4 millions de Philippins sont musulmans, soit 4,3 % de la population, surtout à Mindanao et dans l’archipel de Sulu.
Le commerçant et missionnaire Karimul Makhdum fonde la première mosquée des Philippines en 1380.
Deux royaumes musulmans ont existé : Sultanat de Maguindanao (1520-1898), Sultanat de Sulu (1405-1917).
L'insurrection moro aux Philippines, depuis 1969, vise à instaurer une indépendance des territoires à majorité musulmane.
- Liste de mosquées aux Philippines (en)
- Charia aux Philippines (en)

### Judaïsme
Au XXe siècle, le Grand Manille concentre la majorité des 500 Juifs philippins (selon une estimation basse).
- Histoire des Juifs aux Philippines (en)

### Baha'isme
La Foi baha'ie aux Philippines (en) concernerait en 2020 jusqu'à 272 600 personnes (pour 64 000 en 1980).

## Religion et politique
Politiquement, la Constitution des Philippines prévoit la stricte séparation de l’Église et de l’État ainsi que la liberté de culte. Dans les faits, l’Église catholique et les autres églises chrétiennes ont une influence certaine sur l’opinion publique.
- Liberté de religion aux Philippines (en)
- Irreligion aux Philippines (en)
- Société philippine des athées et agnostiques